# 郑国锠
郑国锠（1914年3月30日—2012年10月12日），男，江苏常熟人，中国植物细胞学家，兰州大学生命科学院教授，中国科学院院士。

## 生平
1943年毕业于国立中央大学博物系。1950年获美国威斯康星大学博士学位。1980年当选为中国科学院学部委员（院士）。